# حشره آبزی

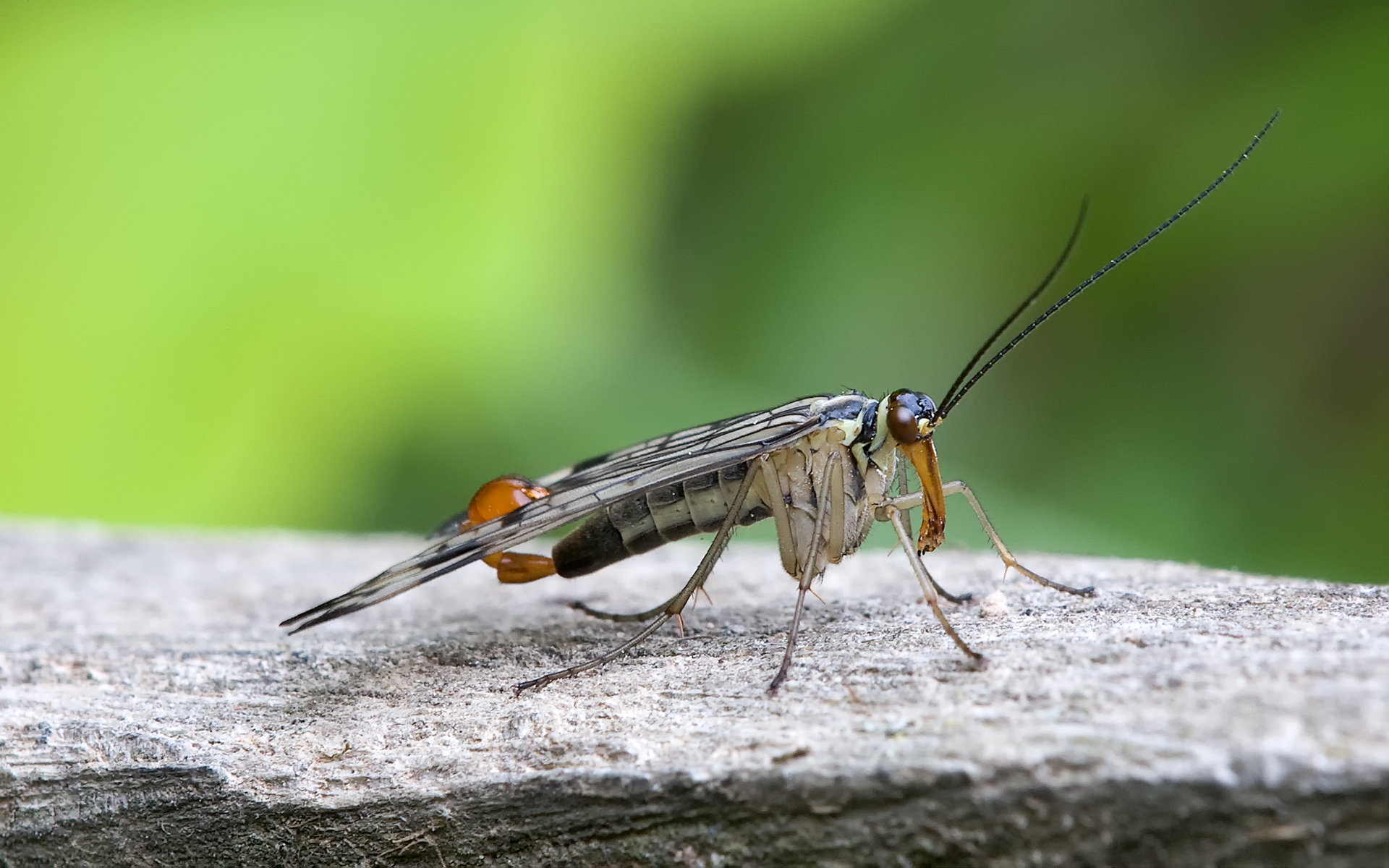
منقارسران، از جمله حشره‌های آبزی

حشره‌های آبزی یا حشره‌های آبی جانورانی‌اند که بخشی از چرخهٔ زندگی خود را در آب می‌گذرانند. خوراک آن‌ها مانند دیگر حشره‌ها است. برخی از حشرات که می‌توانند در آب شیرجه بزنند مانند غواص‌سوسکان، در زیر آب به شکار می‌روند چون در آنجا مجبور نیستند با حشره‌هایی که در خشکی شکار می‌کنند رقابت کنند. برخی از این حشرات می‌توانند وارد آب‌های شور هم بشوند.

## دم و بازدم
این حشره‌ها اکسیژن را از هوا می‌گیرند و از راه روزنک‌های بدن شان که در دو سوی شکم قرار دارد، هوا را به لوله‌های نای می‌رسانند.

## نمونه‌ها
- دم‌فنری‌ها (که کاملاً حشره نیستند اما به آنها نزدیک اند)
- یک‌روزه‌ها
- سنجاقک‌سانان - آسیابک و سنجاقک
- بهاره‌ها
- بزرگ‌بالان
- بال‌توری‌سانان
- قاب‌بالان
- نیم‌بالان - انگشت‌گز، آب‌پیمایان
- پرده‌بالان - زنبور بی‌عسل و مورچه
- مگس و پشه
- منقارسران
- پروانه‌سانان - بید
- بال‌مودار